# 曽台霖
曽 台霖 (繁体字中国語: 曾台霖、そう たいりん、1982年5月14日 - ）は、 台湾台北市出身のサッカー 、 フットサルの元選手、指導者。 

## 来歴
台北市立立農小学校（立農國小)でサッカーを始めた。 ポジションはオフェンシブミッドフィルダー。 2003年当時国訓のユーゴスラビア人監督に"台湾最高のサッカー選手"と言われた。 また銘伝大学在籍時の2005年には2005年全國男子甲組足球聯賽（都市対抗フットボールリーグの前身）ベストイレブンに攻撃的中盤で選出されている。
サッカーだけではなくフットサルでも才能を発揮、台湾代表として国際大会にも参加している。
数度にわたる足首の怪我の影響もあって、ここ数年のパフォーマンスに影響を与えており、AFCチャレンジカップ2006から代表に招集されてない。
2005年から2007年は兵役の代替役として国訓FCに所属、代替役終了後は大同FCに所属。その後母校の銘伝大学に移籍、2009年にDFBインターナショナルコーチングコースを修了し、コーチを兼任している。